# Shemini atzeret
Shemini atzeret (שמיני עצרת) är en judisk högtid som firas direkt efter Sukkot. Namnet betyder "den åttonde samlingsdagen", men den räknas som separat från Sukkots sju dagar.